# Яні Іллікаінен
Яні Іллікаінен (фін. Jani Illikainen, нар. 26 січня 1976, Пудас'ярві, Фінляндія) — колишній фінський стронгмен та штовхач ядра. Переможець змагання Найсильніша Людина Фінляндії у 2005, 2006, 2007 та 2008 роках.
У 2006 році взяв участь у змаганні під керівництвом МСЛ однак не зміг пройти відбіркову частину.

## Власні скутки
- Присідання — 355 кг
- Вивага лежачи — 270 кг
- Мертве зведення — 360 кг